# Ровоам
Ровоа́м, або Рехав'а́м (івр. רחבעם — «примножуючий народ») — засновник юдейського царства, наступник свого батька Соломона. Його матір'ю була аммонітка Наама. Рехав'ам царював 17 років (1 Цар. 14:21; 2 Хр. 12:13).

## Заснування юдейського царства
Рехав'ам був законним спадкоємцем Ізраїльського царя Соломона, однак накликав на себе гнів народу, відмовившись знизити податки, сталі при батькові (2 Хр. 10:4). Народ, зібравшись в Сихемі (Шхем), повстав і відокремився від Рехав'ама. На боці царя залишилися тільки племена Юди та Веніямина, в той час як десять північних племен заснували нове Північно-Ізраїльське царство й обрали собі царем помазаного пророком Ахією — Єровоама I. Рехав'ам намагався відвоювати десять племен, але пророк Шемая попередив його про безнадійність цього плану. Згідно з текстом Біблії, це відокремлення було покаранням за гріхи Соломона, батька Ровоама. У час царювання Ровоама, між ним і Єровоамом I ішла війна.

## Війна з Єгиптом
На п'ятому році царювання Ровоама фараон Шешонк I (Шішак) напав на Юдею, пограбував Єрусалим і Єрусалимський храм і перетворив Юдейське царство на васала Стародавнього Єгипту. У Карнаку, на одному з пам'ятників Шешонка, зберігся перелік взятих міст Юдеї.
Рехав'ам помер на 58-му році життя, у 915 році до н. е. (за хронологією Вільяма Олбрайта, за Ерліхманом він правив ще й у наступному, 914 році до н. е.), і був похований у Єрусалимі (1 Цар. 14:31).

## Сім'я
Ровоам мав 18 дружин і 60 наложниць, від яких народилося 28 синів і 60 дочок (2 Хр. 11:21).

## Згадки в культурі
Барельєф з Рехав'амом, що втікає від народного повстання, розміщений в першому колі Дантового Чистилища, там де караються правителі.

## Інші значення
- У Англії «Рехав'амом» (Rehoboam) називається пляшка вина, що вміщає 4,5 літра або 6 «пляшок» (одиниць обсягу). Див шампанське.